# Nüwa

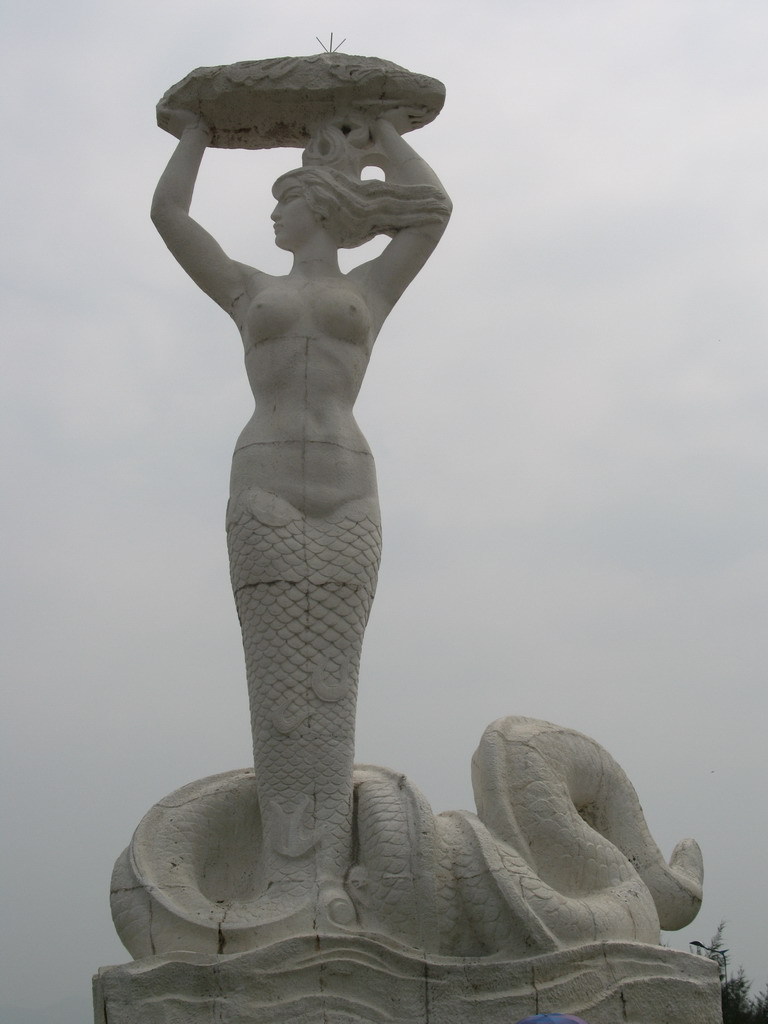
Staty av Nüwa i Shenzhen som avbildar när hon lagar himlen.

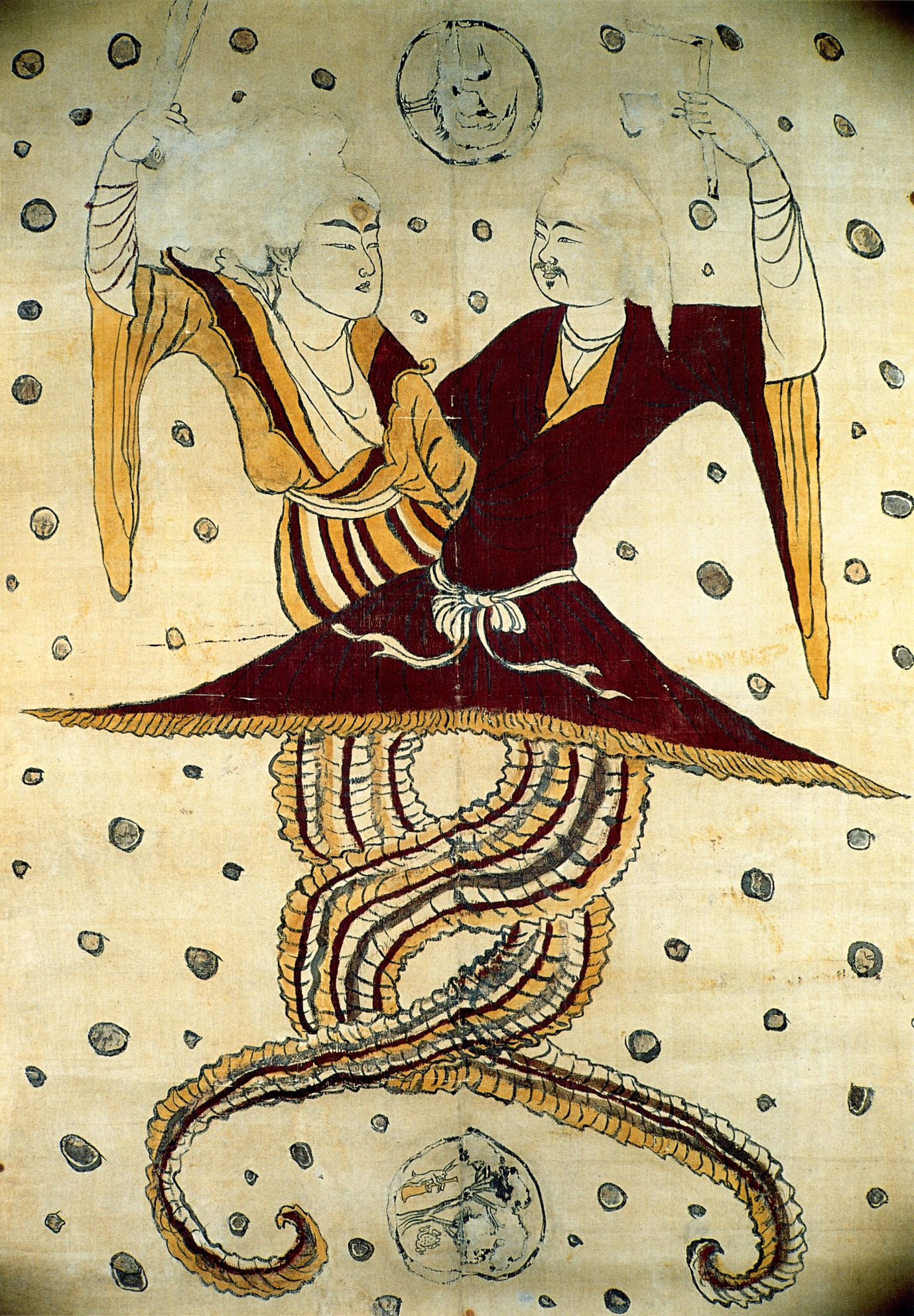
Nüwa tillsammans med Fuxi.

Nüwa (女媧; Nǚwā) var i kinesisk mytologi modergudinnan, och var tillsammans med sin make och bror Fuxi skapare av världen och föräldrar till mänskligheten och skapare av äktenskapet. Enligt vissa daoistiska källor var Nüwa en av de tre gudomliga härskarna.
I södra Kina är myten om Nüwa och hennes make välspridd, och Miaofolket ser sig som ättlingar till Fuxi och Nüwa.
Nüwa hade en ormkropp med mänskligt huvud och kunde förvandla sig till olika skepnader. I vissa avbildningar har hon en drakes kropp med två ben. I modernare avbildningar är Nüwa mer mänsklig. Nüwa  avbildas ofta tillsammans med Fuxi med mänskliga kroppar och med sammanflätade svansar.
Nüwas mamma är gudinnan Huaxu (华胥) som blev gravid efter att ha stigit i ett fotavtryck efter åskguden Lei Kung.

## Myten
En skapelsemyt beskriver att Nüwa var ensam i den värld som Pangu skapat. Då skapade Nüwa mänskligheten av lera. En alternativ myt berättar att hela mänskligheten utom Nüwa och hennes bror Fuxi förintades av en flodvåg, varefter de gifte sig och dess ättlingar befolkade världen.
Efter en strid mellan väderguden Gong-Gong och eldguden Zhurong förstörde Gonggong en av de fyra pelare som håller upp himmeln. Nüwa lagade himmelen med hjälp av fem smälta färgade stenar  och ersatte pelarna som håller himmelen med benen från den himmelska sköldpaddan Ao.

## Namn
Nüwa skrivs ibland Nü Gua eller Nü Kua. Hon är även känd som Wā Huang / Kejsarinnan Wa eller som (媧皇; Wā huáng) och Nü Huang / Kejsarinnan Nü (女皇; Nǚhuáng).